# 送親宴
送親宴又稱别亲酒、别亲宴、送亲酒、开面酒、起嫁酒、离别宴等，是中式婚禮中新娘出嫁前，女家所設的宴會。雖然稱為宴，但最簡單的是吃糕點、湯圓、麵食等，隆重的則是設宴款待包括男家人在內的親友，新娘吃离母饭（又称上轿饭），寓意勿忘哺育之恩。但有些地方的婚俗是新娘吃离母饭只可吃一半，以示出嫁后也要有余钱留给娘家。因各地婚俗不同，食俗也不一样：有些地区新娘母亲要亲自喂新娘，大部分地区则否。
有些地區在男方迎娶队伍进新娘女家后，女方會引其至专门招待他们的房屋内摆宴款待。

## 各地食品
送亲宴所食为当地食材，如江南多为食汤圆，北方为面食。
西北地区有离母糕，由男家送给新娘，再由新娘转呈给自己的母亲，表示女儿就要离开母亲了。离母糕是油炸过的糕，未经油炸时，可以将其糅合在一起，一经炸制，就再也揉不到一起了。此俗的用意是嫁出去的女儿，泼出去的水。母亲接受了女儿的离母糕后，就希望女儿永远为人之妇，再无回头之念，女儿将糕呈送给母亲，是表示永远不忘母亲的恩泽。离母糕用四十八片非常整齐均匀的糕块。其意是女儿堂堂正正出嫁，规规矩矩做人，将来的日子一定会过得四平八稳，也祝愿父母亲和家人四时八节步步高。。
以绍兴为中心的江南地区每户人家诞女婴后，都会将一坛花雕酒埋在地底，于她长大成人后的出嫁之日作迎宾之用。
中国各地都有当地特色的甜羹甜点，诸如莲子百合汤之类。双顶娶时，新郎带着新娘离开新娘家前须先吃一碗甜羹，代表女家期望女儿出嫁后能过甜蜜生存的愿望。 此外，部分地区举行送亲宴时还会有些独特的婚俗礼仪。